# Abeyek
Abeyek este un oraș din Iran.